# 20 d'octubre
El 20 d'octubre és el dos-cents noranta-tresè dia de l'any del calendari gregorià i el dos-cents noranta-quatrè en els anys de traspàs. Queden 72 dies per a acabar l'any

## Esdeveniments
Països Catalans
- 1899, Barcelona: Bartomeu Robert i Yarzábal, encapçala, com a batlle de la ciutat, una protesta dels botiguers contra la llei del Gabinet de Silvela i del seu ministre d'Hisenda, Raimundo Fernández Villaverde, que es va anomenar el Tancament de Caixes.
- 1979: inauguració de la Masia, residència dels joves de les categories inferiors del FC Barcelona fins a l'any 2011, en què fou substituïda per la nova Masia, a la Ciutat Esportiva Joan Gamper.
- 1982, Tous, la Canal de Navarrés: les pluges torrencials (que arriben als 700 mm) provoquen l'ensorrament de la presa de l'embassament de Tous i, com a conseqüència, s'origina una gran riuada de 16.000 m³/s que arrasa les riberes del Xúquer.
- 2006, Salt: El cantant del grup de rock català Lax'N'Busto Pemi Fortuny anuncia que es retira dels escenaris.[cal citació]

Resta del món
- 1465, Montenaken, Principat de Lieja): Batalla de Montenaken entre les forces de Felip III de Borgonya i les milícies liegeses.
- 1620, Lluís XIII annexiona el Principat del Bearn a la corona de França.[1]
- 1868: l'astrònom anglès Norman Lockyer (desconeixent el mateix descobriment fet dos mesos abans, el dia 18 d'agost del mateix any, per l'astrònom francès Janssen), observa una línia nova en l'espectre solar i conclou que és causada per un element químic del Sol que no es troba en la terra. L'anomena heli, el nom del Sol en grec, ἥλιος (helios).
- 1944, Albània: s'estableix el primer govern provisional després de l'ocupació nazi.
- 1973, Sydney, Austràlia: la reina Elisabet II inaugura l'Òpera de Sydney.[2]
- 2004: publicació de la primera versió de la distribució de GNU/Linux Ubuntu
- 2011, País Basc: ETA anuncia que atura definitivament l'activitat armada.[3] Aquest anunci es fa 3 dies després de la celebració d'una Conferència Internacional de Pau de Sant Sebastià.[4]

## Naixements
Països Catalans
- 1842, Tampico, Mèxic: Bartomeu Robert i Yarzábal, més conegut com a Dr. Robert, metge i polític català [5]
- 1894, Sabadell, província de Barcelona): Antoni Vila i Arrufat, pintor i gravador i muralista català[6]
- 1926, Sant Llorenç Savall, Vallès Occidental: Josep Dalmau i Olivé, sacerdot, escriptor, teòleg i activista català [7]
- 1947, Barcelona: Jordi Coca, doctor en arts escèniques i escriptor català.[8]
- 1953:
  - Barcelona: Rodolfo del Hoyo Alfaro, escriptor català.[9]
  - Istanbulː Isak Andic Ermay, empresari, fundador de Mango i el català més ric[10]
- 1957, Vic, Osona: Quimi Portet, músic de rock català.[11]
- 1958, Elx, el Baix Vinalopó: Agustí Agulló, activista cultural. Fou un dels creadors del Casal Jaume I d'Elx[12]

Resta del món
- 1570, Portugal: João de Barros, primer gran historiador de la gramàtica portuguesa i de Portugal.[13]
- 1620, Dordrecht, Províncies Unides: Aelbert Cuyp, pintor neerlandès.[14]
- 1780, Ajaccio, Còrsega: Paulina Bonaparte, política francesa, germana de Napoleó[15]
- 1819, Siraz, Pèrsia: El Bàb, fundador de la fe babí, precursor de la fe bahà'í.[16]
- 1854:
  - Charleville-Mézières, França: Arthur Rimbaud, poeta francès[17]
  - Honfleur, França: Alphonse Allais, humorista i escriptor francès[18]
- 1859 - 
  - Burlington, Vermont, EUA: John Dewey, filòsof, pedagog i psicòleg estatunidenc.[19]
  - Londres: Margaret Jane Benson, botànica i professora d'universitat britànica[20]

- 1874, Danbury, Connecticut, USA): Charles Ives, compositor estatunidenc [21]
- 1882, Lujos, Transsilvània): Bela Lugosi, actor hongarès[22]
- 1883, Nijni Nóvgorod: Alexander Krein, compositor soviètic.[23]
- 1889, Blainville-Crevon: Suzanne Duchamp, pintora dadaista francesa[24]
- 1891, Manchester, Anglaterra: James Chadwick, físic anglès, Premi Nobel de Física de 1935[25]
- 1895, Saint-Denis, París: Pierre Robert Piller, més conegut com a Gastón Leval, militant anarcosindicalista, pensador i historiador anarquista.[26]
- 1898, Gotha: Hilde Mangold, embrióloga alemanya que mostrà la inducció embrionària.[27]
- 1904, Astúries: José María Ovies Morán, actor de cinema i de doblatge, conegut per ser la veu en castellà de Groucho Marx al film Una nit a l'òpera o la del Crist a Marcelino pan y vino[28]
- 1907, Lauzon, Quebec, Canadà: Maurice Bourget, polític canadenc.[29]
- 1909, París: Monique Haas, pianista francesa[30]
- 1917, Berlín, Alemanya: Stéphane Hessel, diplomàtic, ambaixador i membre de la resistència francesa i un dels redactors de la Declaració Universal dels Drets Humans de 1948. L'any 2010 va publicar un petit assaig titulat Indigneu-vos! que ràpidament es va convertir en un gran èxit de vendes i en llibre de capçalera del moviment dels Indignats[31]
- 1927, Encrucijada, Cuba: Abel Santamaría, líder del moviment revolucionari cubà[32]
- 1928, Xangai, República de la Xina: Li Peng polític xinès[33]
- 1932, Madrid: Julia Gutiérrez Caba, actriu espanyola.[34]
- 1942, Magdeburg, Saxònia-Anhalt, Alemanya: Christiane Nüsslein-Volhard, bioquímica i biòloga molecular, Premi Nobel de Medicina o Fisiologia de l'any 1995.[35]
- 1946, Mürzzuschlag, Àustria: Elfriede Jelinek, escriptora i dramaturga austríaca, Premi Nobel de Literatura de 2004.[36]
- 1950, Gainesville, Florida, EUA): Tom Petty, músic de rock estatunidenc[37]
- 1951, Lesotho, Sud-àfrica: Tebello Nyokong, química sud-africana que treballa en tractament per al càncer.[38]
- 1956, Manchester, Anglaterra: Danny Boyle, director de cinema i productor anglès.[39]
- 1958, ciutat de Nova York, EUA: Viggo Mortensen, actor estatunidenc.[40]
- 1960, Gabela, Kwanza-Sud: Ana de Santana —o Ana Koluki—, escriptora angolesa.[41]
- 1964, Oakland, Califòrnia: Kamala Harris, advocada i política pel Partit Demòcrata.[42]
- 1971:
  - Long Beach, Califòrnia, EUA: Snoop Dogg, actor i cantant rap estatunidenc.[43]
  - Melbourne, Victòria, Austràlia: Dannii Minogue, actriu i cantant australiana.[44]

## Necrològiques
Països Catalans
- 1550, València, l'Horta: Ferran d'Aragó, duc de Calàbria, aristòcrata napolità de sang reial què arribà a ser virrei de València en companyia de la seua muller Germana de Foix[45]
- 1809, Roma, Itàlia: Vicent Olcina i Sempere, fabulista valencià[46]
- 1926, Sabadell, Vallès Occidental), Josep Mir i Marcet, metge i regidor de Sabadell.[47]
- 1939, Tarragona, Tarragonès): Lluís Solà Padró, polític català, alcalde republicà de Santa Coloma de Queralt.[48]
- 1977, Barcelona: Carme Julià i Riqué, política catalana republicana, exiliada a Mèxic, i mestra fundadora de diverses escoles [49]
- 2008, Barcelona, Barcelonès: Ricard Maxenchs i Roca, periodista i executiu català, dirigent esportiu del FC Barcelona.[50]
- 2017, Girona, Gironès: Núria Font, videoartista catalana[51]

Resta del món
- 1618, Nàpols: Orsola Benincasa, religiosa i mística, fundadora de les Germanes Teatines.[52]
- 1740, Viena, Àustria: Carles VI, monarca català, emperador del Sacre Imperi, arxiduc d'Àustria, rei d'Hongria i de Nàpols-Sicília.[53]
- 1867, Malvern: Sarah Ann Glover, pedagoga musical anglesa inventora de la tècnica musical Tònic sol-fa[54]
- 1926, Terre Haute, Indiana, EUA: Eugene V. Debs, polític socialista, activista i sindicalista estatunidenc[55]
- 1935, Londres, Anglaterra: Arthur Henderson, polític i sindicalista escocès, Premi Nobel de la Pau del 1934[56]
- 1936, Feeding Hills, Massachusetts, EUA: Anne Sullivan, professora estatunidenca[57]
- 1961, San Juan de Puerto Rico: Sylvia Rexach, cantant de boleros i compositora porto-riquenya[58]
- 1964, Ciutat de Nova York: Herbert Hoover, 31è president estatunidenc[56]
- 1967, Ōiso, Japó): Shigeru Yoshida (吉田 茂 Yoshida Shigeru), diplomàtic i polític japonès que va exercir de Primer Ministre del Japó[59]
- 1977, Juan-les-Pins: Marie-Thérèse Walter, amant i model de Pablo Picasso[60]
- 1984-
  - Tallahassee, Florida, EUA): P. A. M. Dirac, enginyer i matemàtic britànic-suís, Premi Nobel de Física de l'any 1933[61]
  - Cambridge, Massachusetts, EUA): Carl Ferdinand Cori, bioquímic estatunidenc, Premi Nobel de Medicina de 1947[62]
- 1987, Moscou, URSS: Andrei Kolmogórov, matemàtic rus, proponent de l'axiomàtica de Kolmogorov[63]
- 1988, Londres: Sheila Scott, aviadora anglesa que va batre més de 100 rècords d'aviació[64]
- 1989, Londres, Anglaterra: Anthony Quayle, actor i productor anglès[65]
- 1990, Woodland Hills, Los Angeles, Califòrnia, EUA: Joel McCrea, actor estatunidenc[66]
- 1994, Los Angeles, EUA: Burt Lancaster, actor estatunidenc[67]
- 2011, Sirte, Líbia: Moammar al-Gaddafi, dictador libi i Líder de la Gran Jamahiriya Àrab Líbia Popular i Socialista del 1969 al 2011.[68]
- 2014, Kent, Connecticut, EUA: Óscar de la Renta, dissenyador de moda dominicà[69]
- 2015, Bangalore: K. S. L. Swamy, director de cinema, productor, actor i cantant de playback indi[70]
- 2016, Kawagoe, Japó: Junko Tabei, muntanyenca japonesa, primera dona a arribar al cim de l'Everest [71]

## Festes i commemoracions
- Santoral:
  - Sant Corneli el Centurió;
  - Sants Caprasi, Alberta, Prim i Felicià d'Agen, màrtirs;
  - Santa Íria de Tomar, màrtir;
  - Venerable Orsola Benincasa, fundadora de les Germanes Teatines.